# اسن‌یایلا (گوله)
اسن‌یایلا (به ترکی استانبولی: Esenyayla، به ارمنی: Կարաթաուխ) یک منطقهٔ مسکونی در ترکیه است که در گوله (شهر) واقع شده‌است.